# Tatshenshini-Alsek provinspark
Tatshenshini-Alsek provinspark är en provinspark i British Columbia, Kanada. Den instiftades 1993 efter en omfattande kampanj av Kanadensiska och Amerikanska naturskyddsorganisationer för att stoppa gruvdrift och utveckling i området och för att skydda området för dess starka naturarv och biologiska mångfald. Parken, som omfattar 9 580 km², ligger i nordvästra hörnet av British Columbia på gränsen till den amerikanska delstaten Alaska och Kanadensiska Yukon. Den ringlar fram mellan Kluane nationalpark i Yukon samt Glacier Bay nationalpark och Wrangell-St. Elias nationalpark i Alaska. Parken ingår i världsarvet Kluane/Wrangell-St. Elias/Glacier Bay/Tatshenshini-Alsek.

## Historia
Ett mängd fiskebyar som tillhör folkgrupperna Tlingit och Southern Tutchone finns längs floderna. Den östra kanten av parken följer en forntida handelsväg som används av Chilkatstammen för att idka byteshandel med Tutchone.
I mitten av 1800-talet, orsakade den plötsliga upplösningen av en naturlig damm på floden Alsek en tragisk översvämning. Dammen hade formats av en glaciärs avancering över hela Alseks flodbädd; den blockerade floden bildade en stor temporär sjö ovanför fördämningen. En mur av vatten 7 meter högt och 15 meter brett svepte med sig hela byn Tutchone ner i sjön vid Dry Bay.
Tatshenshini-Alsek var ett av de sista områdena i British Columbia som utforskades och kartlades. Under 1960-talets genomfördes de första geologiska undersökningarna efter mineraler. Betydande kopparlager hittades i närheten av Windy Craggy Mountain, i centrala delarna av Tatshenshiniregionen. I mitten av 1970-talet inledde två företag forsränning i floderna Tatshenshini (även kallad "the Tat", en benämning som även brukar användas för att referera till regionen) och Alsek för första gången. I mitten av 1980-talet dök förslaget upp att göra Windy Craggy till ett stort dagbrott.
1991 grundades Tatshenshini International, som sammanlänkade de 50 största naturskyddsorganisationerna i Nordamerika. En extremt omfattande kampanj följde i Kanada och USA, särskilt USA:s kongress och till slut även Vita huset, när sedermera vicepresident Al Gores engagerade sig. När sedan, dåvarande British Columbias regeringschef Mike Harcourt svarade genom att ordna en översyn vad gäller frågorna kring Tatshenshini-Alsek genom Commission on Resources and the Environment (CORE). British Columbias regering under Harcourt beslutade i juni 1993 att skydda Tatshenshini-Alsek som en park av klass A. Ägarna av Windy-Craggys mineralinmutningar fick 103,8 miljoner dollar genom en uppgörelse.
I kombination med den intilliggande nationalparken blev detta världens största internationella parkkomplex. International Union for the Conservation of Nature (IUCN) föreslog därefter att området skulle skyddas som ett världsarv.
Det transnationella parksystemet Kluane/Wrangell-St Elias/Glacier Bay/Tatshenshini-Alsek bestående av nationalparkerna Kluane, Wrangell-St Elias, Glacier Bay och Tatshenshini-Alsek, fick världsarvsstatus 1994 för de spektakulära glaciärerna och isfältslandskapen liksom för dess betydelse som habitat för Grizzlybjörnar, Renar och Amerikanska snöfår.
1999, hittade en grupp fårjägare artefakter och lämningar efter en människa vid foten av glaciären, som senare fick namnet Kwäday Dän Ts’ìnchi. Den välbevarade fruska kroppen visade sig vara mellan 300 och 550 år gammal.

## Djurliv

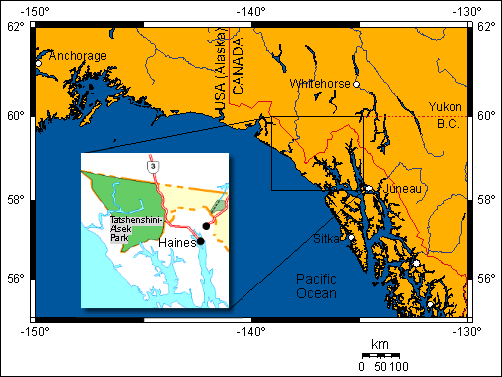
Tatshenshini-Alsek provinspark

Floderna Alsek och Tatshenshini rinner genom parken i glaciärskurna U-formade dalgångar. Dess dalar genom kustbergen tillåter sval, fuktigt havsluft komma in i det kalla inre. Den snabba förändringen från havet till det inre områdets miljö, ständiga översvämningar, jordskred och laviner, en varierad geologi och stora höjdskillnader har tillsammans skapat en exceptionell mängd olika habitatmiljöer.
Tatshenshini-Alsek Park har en stor Grizzlybjörnspopulation. Ett grönt område som skär genom en barriär av berg och is kopplar samman kustområdets med det inre områdets grizzlybjörnspopulation och ger ett perfekt habitat. Parken är den enda platsen i Kanada där det finns glaciärbjörn. Denna extremt ovanliga blå-grå typen av Amerikansk svartbjörn finns endast i parken och bara över gränsen in i USA.
Förutom björn, finns i Tatshenshini-Alsek även amerikanskt snöfår, och en enorm mängd bergsgetter, Kenai-älg, varg, öarnar (vithövdad havsörn och kungsörn), falkar (pilgrimsfalk och jaktfalk) samt trumpetarsvan.
Längs kustlinjen, kan man även se sjölejon och knölvalar.
Alsekbergen ligger här och Mount Fairweatherr, är med sina 4 663 meter provinsens högsta bergstopp. Området Tatshenshini-Alsek ligger i en aktiv jordbävningsregion. Glidningar längs Fairweather och Hubbard/Boarderförkasningarna i väster och Denaliförkastningen i norr orsakar regelbundna jordbävningar.